# جيمي مونرو (لاعب كرة قدم)
جيمي مونرو (بالإنجليزية: Jimmy Munro)‏ (25 مارس 1926 في المملكة المتحدة - 1997) هو لاعب كرة قدم بريطاني (وحمل سابقاً جنسية المملكة المتحدة لبريطانيا العظمى وأيرلندا) في مركز جناح ‏. لعب مع أولدهام أثلتيك ودونفرملين أثلتيك ومانشستر سيتي ونادي أبردين ونادي بوري وووترفورد يونايتد ولينكولن سيتي أف سي ونادي ويموث ونادي بول تاون.